# Aeroporto di Rennes-Saint-Jacques
L'aeroporto di Rennes Bretagne (Saint-Jacques) è un aeroporto francese situato vicino alla città di Rennes, nel dipartimento di Ille-et-Vilaine (Bretagna) è il diciottesimo aeroporto francese per traffico con 501.218 passeggeri in 2014.

## Statistiche
Questo grafico non è disponibile a causa di un problema tecnico.
Si prega di non rimuoverlo.
Vedi la query Wikidata di origine.